# Enterprise (Canada)
Enterprise è una municipalità canadese (classificata come hamlet) dei Territori del Nord-Ovest, situata nella regione di South Slave. Sorge lungo le rive del fiume Hay, vicino al Grande Lago degli Schiavi.